# Parque Mundo Aventura
Mundo Aventura, es un parque de atracciones que cuenta con atracciones extremas, familiares e infantiles. Se encuentra ubicado en la ciudad de Bogotá, en la localidad de Kennedy, al costado oriental de la avenida Boyacá, entre la avenida Primero de Mayo y la avenida de Las Américas, junto al Centro Comercial Plaza de las Américas y el estadio Metropolitano de Techo, está cerca de la estación de TransMilenio Américas - Avenida Boyacá anteriormente llamada estación Mundo Aventura.
Es el Parque de Diversiones número uno en Colombia por número de visitantes y tiene gran importancia en el contexto nacional, debido a la obra social que realiza, ya que es una entidad sin ánimo de lucro. De esta forma ha llegado a un acuerdo con el distrito y permite el ingreso a sus visitantes al área del parque sin cobro alguno y solo realiza cobro cuando se va a hacer uso de las atracciones.
Desde 2021, en el Parque Mundo Aventura se realiza el evento Terror al Parque, durante todos los fines de semana de octubre. El evento vincula espectáculos y estaciones de terror en un ambiente de Halloween.
En el año 2023 el Parque Mundo Aventura inaugura Gravity, la torre más alta de Colombia en la que saldrán disparados a 44 km/h hasta llegar a 57 m de altura para después caer al vacío a 11 m/segundo, experimentando 2,5 fuerzas g en todo el cuerpo.

## Áreas del Parque

### Mundo Pombo
Se encuentra en la parte sureste del parque, contiene 14 atracciones en total. Alrededor del lago del denominado Paseo de Piratas, que es una atracción para menores en que en sus barcas de vikingos por un canal de agua dan un aventuroso viaje. En Mundo Pombo se pueden ver también los desfiles y las historias de los personajes de los cuentos de Rafael Pombo, que son los protagonistas de esta área temática del parque.
Entre otras atracciones, hay carrusel, mini rueda, mini chocones, paseos en carritos, tacitas, entre otros.

### Sabana precolombina
Es otra de las áreas del parque que contiene algunas de las atracciones extremas del parque; se encuentra tematizada con los personajes de las leyendas y relatos de las culturas indígenas colombianas.

### Mundo natural
Es un lugar especial destinado a los amantes de la naturaleza, es un área temática que simula una granja; tiene muestras de los animales domésticos y de plantas que se cultivan en los suelos colombianos, además de eso se realizan recorridos para interactuar y alimentar a los grupos de seres que habitan en el lugar; forma también parte de este complejo la Fábrica de Energía limpia que produce la electricidad de la granja por métodos que no afectan al medio ambiente.

### Bogotá Turística
Lugar con tematización inspirada en sitios emblemáticos de Bogotá, tales como Monserrate, Museo Nacional, Catedral Primada de Bogotá entre otros. En esta área del parque podrás encontrar las atracciones Ikaro, Quantum y el Monasterio Inclinado, anteriormente conocida como la cabaña del tío Chueco. 
Además en esta área también podrás disfrutar midiendo tus habilidades en los juegos de destrezas, dónde podrás ganar premios como peluches y mucho más.

### Fiestas Infantiles
El Parque Mundo Aventura cuenta con un complejo espacioso y exclusivo de 4 salones temáticos bajo el concepto de Selva, Ciudad, Mar y Edad Media; además del salón Multifuncional, Casita Pombo, baby zone y La Granja al interior del Parque, donde se llevan a cabo celebraciones de Cumpleaños, Bautizos, Primeras Comuniones, grados, etc.

### Restaurante Temático Arazá
Restaurante que se ubica dentro del parque a un costado de la entrada principal, donde ofrecen una variada gama de platos con agradables texturas y colores con platos autóctonos de Colombia.
El restaurante temático Arazá, cuenta con un sistema de alta tecnología animatrónica, logrando una interacción cada 30 minutos y así disfrutar de un show que te hará sentir en la selva amazónica colombiana.

### Plazoleta De Comidas
Área cubierta con mesas y sillas ubicada en el centro del Parque Mundo Aventura, donde se encuentran puntos de comida en los cuales se pueden encontrar hamburguesas, perros calientes, pollo, pizza y demás.

### Estaciones De Terror
Son áreas cubiertas ambientadas con temática de Halloween. Están presentes durante el en Evento Terror al Parque, que se realiza todos los fines de semana de octubre, cuenta con tres atracciones de estaciones de terror, zonas de itinerancia y shows en vivo. 

## Atracciones del Parque
Entre sus atracciones encontramos X-Treme, que es una atracción con un brazo que gira a casi 90 km/h con 47 m de máxima altura; también hay otras atracciones como Ikaro (6 brazos que giran sobre un eje que se levanta 180° y con sillas que realizan movimientos libres por efecto de gravedad). Vertical Swing (Torre de sillas voladoras que tiene una altura de 41 m, dispone de 16 brazos y 32 sillas individuales que giran a 60 km/h).
| Extremas (no aptas para niñ@s y preadolescentes) | Familiares | Infantiles |
| --- | --- | --- |
| - X-Treme - Sky Coaster - Vertical Swing - Gravity - Air Race - Crazy Jump - Ranger - Ikaro - Tropicana - Quantum - Moto Disko - Estaciones de Terror (Terror al Parque) - Karts - Troncos o Tronquitos | - Chocones - Magic Bikes - Tacitas de té - Montañita Rusa - Monasterio Inclinado - Teatro 5D - Black Hole - Granja - Mundo Natural - Acuario - Carrusel | - Dragon Fly - Tortugas - Buggies - Soft Play - Sillas Voladoras - Play Ground - Paseo de Piratas - Mini Rueda - Mini Chocones - Vía Panamericana - Bus Loco - Aviones - Tren Río Grande |

## Pasaportes
| PASAPORTE GOLD | PASAPORTE SILVER | PASAPORTE KIDS | MEMBRESIA SUPERFAN | FILA EXPRESS |
| -------------- | ---------------- | -------------- | --- | --- |
| COSTO          | COSTO            | COSTO          | COSTO | COSTO |
| $75.000 COP    | $65.000 COP      | $55.000 COP    | $99.000 COP | $55.000 COP |
| 33 Atracciones | 29 Atracciones   | 21 Atracciones | 29 Atracciones | Ingreso VIP |
| SIN INFO       | SIN INFO         | SIN INFO       | SuperFan es una membresía con la que obtienes 50 % de descuento en tus Pasaportes, fila express en todas tus visitas, 3 pasaportes Gratuitos y muchos beneficios más por un año. | Es una Fila Preferencial para las atracciones incluidas en el pasaporte adquirido (lo cual no implica un acceso inmediato o sin hacer fila). |

## Accidentes reportados
1. En el año 2016, dos partes de la atracción Araña se desprendieron, cayendo al suelo por completo. Diez personas resultaron heridas tras el accidente.[5]